# 카리비브
카리비브(Karibib)는 나미비아 서쪽에 위치한 도시이다.

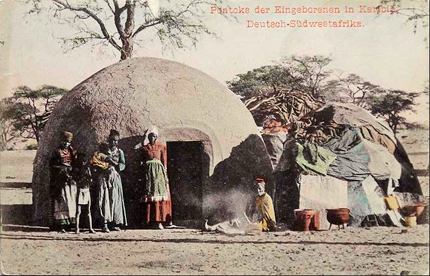
전통 집, 19의 끝에서 세기

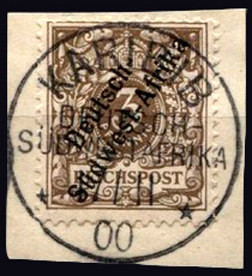
독일어 사우스 웨스트 아프리카 우표는 우편 소인이 찍혀 Karibib 1900

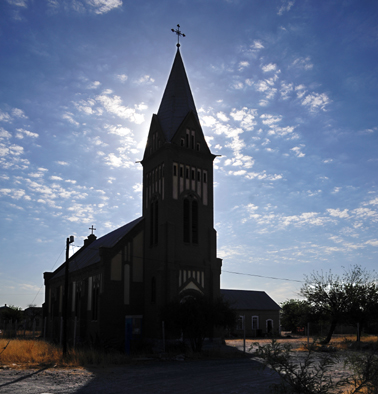
1910년에 발족 교회 Karibib, 건축가 Gottlieb Redecker

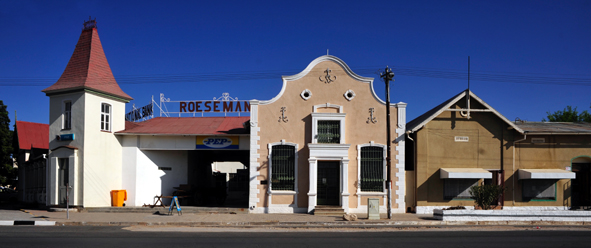
Karibib, 나미비아의 하우스 Roesemann